# Línea 22 (EMT Madrid)
La línea 22 de la EMT de Madrid une la plaza de Legazpi con Villaverde Alto.

## Historia
La primera línea 22 de EMT nació en noviembre de 1957, con el recorrido inicial de Diego de León – Avda. Peña Prieta (Puente de Vallecas). Esta línea fue suprimida en marzo de 1960 fue sustituida por el trolebús 106.
La numeración 22 volvió a la EMT en julio de ese mismo año, esta vez con un recorrido diferente, Plaza de Legazpi - Cruce de Villaverde. Tras ser prolongada al pueblo de Villaverde en 1961 y más tarde a Villaverde Alto, la línea fue ganando viajeros hasta convertirse en una de las más usadas, con más de 32 000 viajeros.

## Características
La línea comunica el intercambiador multimodal de Legazpi con la Avenida de Córdoba, el Hospital 12 de Octubre, gran parte de la Avenida de Andalucía y Villaverde Alto. Desde el 10 de octubre de 2009 además llega hasta el intercambiador multimodal de la estación de Villaverde Alto.
Su recorrido se complementa con la línea 79, con la que comparte buena parte de su recorrido, sin embargo las cabeceras en Villaverde Alto se encuentran en puntos diferentes y la línea 22 no presta servicio a San Cristóbal de los Ángeles ni el polígono industrial de Villaverde, zonas que sí cubre la línea 79.

### Frecuencias
| Lunes a viernes laborables |               |
| De 6:00 a 8:00             | 11-16 minutos |
| De 8:00 a 20:00            | 11-12 minutos |
| De 20:00 a 23:00           | 11-20 minutos |
| Sábados laborables         |               |
| De 6:00 a 10:00            | 14-28 minutos |
| De 10:00 a 22:00           | 14-18 minutos |
| De 22:00 a 23:00           | 17-20 minutos |
| Domingos y festivos        |               |
| De 7:00 a 10:00            | 17-30 minutos |
| De 10:00 a 21:00           | 16-18 minutos |
| De 21:00 a 23:00           | 18-24 minutos |

## Recorrido y paradas

### Sentido Villaverde Alto
La línea inicia su recorrido en la Plaza de Legazpi, junto al antiguo Matadero. Desde esta plaza sale por el Puente de Andalucía, que franquea el río Manzanares y llega a la Glorieta de Cádiz.
En esta glorieta, la línea toma la salida de la Avenida de Córdoba, que recorre en su totalidad hasta pasar junto al Hospital 12 de Octubre, en la Glorieta de Málaga, donde se incorpora a la Avenida de Andalucía.
A continuación, la línea circula por la Avenida de Andalucía hasta llegar al Cruce de Villaverde (intersección con la carretera de Villaverde a Vallecas), donde gira a la derecha para tomar la calle Alcocer, por la que se dirige hacia el casco antiguo de Villaverde.
Al final de la calle Alcocer toma la Avenida Real de Pinto, para enseguida girar a la derecha por la calle Doctor Pérez Domínguez, que lleva a la Plaza de Ágata, que la línea franquea para continuar por el Paseo de Alberto Palacios, que recorre en su totalidad, girando al final a la izquierda por el Paseo de los Ferroviarios. Por este paseo llega al final, girando de nuevo a la izquierda por la calle Domingo Párraga, donde tiene su cabecera junto a la estación de Villaverde Alto.
| Código | Parada                                   | Común con                                                             | Conexiones con Metro y Cercanías | Otros |
| ------ | ---------------------------------------- | --------------------------------------------------------------------- | -------------------------------- | ----- |
| 1425   | LEGAZPI                                  | 79 123                                                                | Legazpi                          |       |
| 5718   | Glorieta de Cádiz                        | 18 59 76 79 85 86 411 421 422 424 426 447 448                         |                                  |       |
| 5719   | Almendrales                              | 18 59 76 79 85 86                                                     | Almendrales                      |       |
| 5720   | Avenida de Córdoba                       | 18 59 76 79 85 86                                                     |                                  |       |
| 1132   | Hospital 12 de Octubre                   | 18 59 76 79 85 86 411 421 422 423 424 426 429 447 448 VAC-158 VAC-231 | Hospital 12 de Octubre           |       |
| 5378   | Glorieta de Málaga                       | 18 59 76 79 81 85 86                                                  |                                  |       |
| 1135   | San Fermín-Orcasur                       | 18 59 79 85 86 411 421 422 424 447 448                                | San Fermín-Orcasur               |       |
| 1137   | Avenida de Andalucía-Avenida los Rosales | 18 59 79 85 86                                                        |                                  |       |
| 1172   | Avenida de Andalucía-Centro Comercial    | 59 79 85 411 421 422 424 426 447 448                                  | Ciudad de los Ángeles            |       |
| 4662   | Avenida de Andalucía-Felicidad           | 59 79 85 411                                                          |                                  |       |
| 1174   | Bohemios-Sáhara                          | 59 79 85 411 447 448                                                  |                                  |       |
| 4664   | Avenida de Andalucía-Anoeta              | 59 79 85 411                                                          |                                  |       |
| 1790   | Alcocer-Villaverde Cruce                 | 18 116 130 432 448                                                    | Villaverde Bajo Cruce            |       |
| 1788   | Alcocer-Virgen Desamparados              | 18 116 130 432 448                                                    |                                  |       |
| 1191   | Alcocer-Paseo Talleres                   | 86 130 432 448                                                        |                                  |       |
| 1193   | Puente Alcocer                           | 76 86 130 432 448                                                     | Puente Alcocer                   |       |
| 1195   | Doctor Pérez Domínguez                   | 79 86 130 131                                                         |                                  |       |
| 5154   | Plaza de Ágata                           | 79                                                                    |                                  |       |
| 2179   | Alberto Palacios-Aladierna               | 79                                                                    |                                  |       |
| 2181   | Alberto Palacios-Juan Peñalver           | 79                                                                    |                                  |       |
| 5211   | Alberto Palacios-Ferroviarios            |                                                                       |                                  |       |
| 3559   | Domingo Párraga-Astillero                | T41 432                                                               |                                  |       |
| 3899   | VILLAVERDE ALTO                          | T41                                                                   | Villaverde Alto                  |       |

### Sentido Plaza de Legazpi
El recorrido de vuelta es idéntico al de la ida pero en sentido contrario excepto en un punto, la línea circula por la calle Doctor Martín Arévalo en vez de por Doctor Pérez Domínguez, puesto que cada una de estas vías es de sentido único.
| Código | Parada                                   | Común con                                                             | Conexiones con Metro y Cercanías | Otros |
| ------ | ---------------------------------------- | --------------------------------------------------------------------- | -------------------------------- | ----- |
| 3899   | VILLAVERDE ALTO                          | T41                                                                   | Villaverde Alto                  |       |
| 3562   | Domingo Párraga-Astillero                | T41 432                                                               |                                  |       |
| 2183   | Alberto Palacios-Ferroviarios            |                                                                       |                                  |       |
| 2182   | Alberto Palacios-Juan Peñalver           | 79                                                                    |                                  |       |
| 2180   | Alberto Palacios-Aladierna               | 79                                                                    |                                  |       |
| 5339   | Villaverde Alto                          | 130                                                                   |                                  |       |
| 1198   | Doctor Martín Arévalo                    | 86 130 131                                                            |                                  |       |
| 1194   | Puente Alcocer                           | 76 86 130 432 448                                                     | Puente Alcocer                   |       |
| 1192   | Alcocer-Paseo Talleres                   | 86 130 432 448                                                        |                                  |       |
| 1787   | Alcocer-Virgen Desamparados              | 18 116 130 432 448                                                    |                                  |       |
| 1789   | Alcocer-Escoriaza                        | 18 116 130 432 448                                                    | Villaverde Bajo Cruce            |       |
| 4665   | Avenida de Andalucía-Anoeta              | 59 79 85 411                                                          |                                  |       |
| 1175   | Bohemios-Sáhara                          | 59 79 85 411 447 448                                                  |                                  |       |
| 4663   | Avenida de Andalucía-Felicidad           | 59 79 85 411                                                          |                                  |       |
| 1173   | Avenida de Andalucía-Centro Comercial    | 59 79 85 411 421 422 424 426 447 448                                  | Ciudad de los Ángeles            |       |
| 1138   | Avenida de Andalucía-Avenida los Rosales | 18 59 79 85 86                                                        |                                  |       |
| 1136   | San Fermín-Orcasur                       | 18 59 79 85 86 411 421 422 424 447 448                                | San Fermín-Orcasur               |       |
| 1134   | Avenida de Andalucía-San Fermín          | 18 59 76 79 85 86 411                                                 |                                  |       |
| 5379   | Glorieta de Málaga                       | 18 59 76 79 85 86                                                     |                                  |       |
| 5380   | Hospital 12 Octubre                      | 18 59 76 79 85 86 411 421 422 423 424 426 429 447 448 VAC-158 VAC-231 | Hospital 12 de Octubre           |       |
| 5702   | Avenida de Córdoba                       | 18 59 76 79 85 86                                                     |                                  |       |
| 5703   | Almendrales                              | 18 59 76 79 85 86                                                     | Almendrales                      |       |
| 5704   | Glorieta de Cádiz                        | 18 59 76 79 85 86 411 421 422 424 426 447 448                         |                                  |       |
| 1425   | LEGAZPI                                  | 79 123                                                                | Legazpi                          |       |

## Galería de imágenes

Mapa zonal de la estación de Villaverde Alto con las líneas de autobuses que pasan por ella, entre las que se encuentra la línea 22.
Mapa zonal de la estación de Almendrales con las líneas de autobuses que pasan por ella, entre las que se encuentra la línea 22.